# Ben 10: Destrucción Alienígena
Ben 10: Destrucción Alienígena (Ben 10: Destroy All Alien en Estados Unidos y Ben 10: La Destrucción de los Aliens en España), es una película estadounidense de Animación por computadora de la saga Ben 10, que se estrenó el 24 de febrero en Estados Unidos, y el 23 de marzo de 2012 en Latinoamérica. Es la primera película de la saga en ser animada en formato CGI.
Matt Wayne reveló que esta película no sigue la línea temporal de las series. Sin embargo, en Ben 10: Omniverse, Derrick J. Wyatt confirmó esta película como canon, pues el Ben de 11 años obtuvo a Feedback en la transición de la película a la serie. 

## Trama
Gwen, Ben y el abuelo aparecen luchando contra un gran tanque de un ejército según parece. Ben y Gwen pelean por decidir como derrotar al tanque, y después, Ben usa el Omnitrix transformándose en Ultra-T para poseer al tanque fuera de control mientras que Gwen realiza un hechizo de desmantelación, donde accidentalmente daña el lector de ADN del Omnitrix provocando daños insospechados en el momento, a la mañana siguiente en clase Ben tiene una extraña pesadilla siendo perseguido por algunas de sus transformaciones del Omnitrix, donde el profesor  lo despierta y le dice que debe entregar su tarea, cuando Ben va a entregar la tarea, esta se desvanece sin que nadie se dé cuenta más que el propio ben, El Profesor al ver que Ben no entregó el trabajo lo castiga con una exposición oral, luego al finalizar la clase ben es molestado por Cash y JT que lo dejan encerrado en su casillero, Ben molesto se transforma en Fuego y se va a su casa volando.
Después Ben llega a escondidas a su cuarto, Ben regresa a la normalidad, su madre Sandra y su padre Carl le preguntan por las huellas en el suelo que dejó Fuego al llegar, además de enterarse de que Ben no entregó su tarea por una llamada del profesor, lo castigan y debe quedarse encerrado en su cuarto durante el fin de semana, por la noche Ben recibe una visita de Tetrax ya que según él, Azmuth necesitaba hablar con él porque el Omnitrix mando una señal de avería y necesitaba ser reparado, enviando coordenadas en un bosque cercano para encontrarse. Ben se pone impaciente y sale en su tabla 3-21 en la autopista pasando muy cerca de un camión, donde el Omnitrix emana una fuerte descarga de energía que hace chocar al camión en medio del bosque. Después Tetrax encuentra a Ben con un To'Kustar, en la pelea es aparente vencido al desparecer. Al poco rato de haber "derrotado" al To'Kustar, Tetrax modifica al Omnitrix para que Ben cambie de alíen a otro sin regresar a forma humana al momento de utilizarse, aunque en ese momento Ben no lo sabe.
Luego deciden irse a buscar a Azmuth en el espacio subiendo a la atmósfera, y allí atacan la nave de Tetrax, Ben cae, transformándose en Diamante para evitar la mortal caída, mientras Tetrax aterriza de emergencia en Bellwood, el abuelo Max es informado por Sandra y Carl de que Ben huyó de casa, Gwen usa su hechizo de búsqueda para encontrar a Ben, van al bosque y hallan a Tetrax buscando a Ben, hablan de lo sucedido y van a buscar el camión que Ben mencionó a Tetrax, donde se descubre como una nave Galván encubierta, adentro el grupo activa una grabación de Azmuth donde se ve que choca y luego apareciendo el To'Kustar afuera, allí aparece un Mecamórfo-Galvánico llamado Retaliator que busca a Azmuth debido a que la nave envió una señal de auxilio, el abuelo Max trata de razonar con Retaliator pero éste activa la autodestrucción de la nave antes de desaparecer y Gwen crea un campo de fuerza para salvar a Max junto con Tetrax de la explosión, mientras tanto Ben despierta descubriendo que está cerca de Stonehenge en el Reino Unido, estando allí se transforma en Cuatrobrazos, asombrado de que no regreso a forma humana al terminar el tiempo del Omnitrix y aparece ante él Retaliator enfadado, ya que cree que está relacionado con el To'Kustar que apareció al principio porque rastreo la señal del Omnitrix en la nave de Tetrax, ambos luchan destruyendo parte de Stonehenge, Retaliator se distrae por un momento y Ben cambia a Ultra-T donde Retaliator lo confunde con otro alíen sospechoso y trata de teletransportarlo al planeta Galván pero Ultra-T daña a Retaliator y se van a Río De Janeiro, luego las pirámides egipcias (aquí Ben cambia a insectoide), aunque la intención de Retaliator era llevarlo a su planeta Galvan y luego de llegar a la ciudad de Bellwood, Ben cambia a Fuego luchando con Retaliator que lo atrapa pero Ben escapa como Materia gris sin que Retaliator lo vea.
Mientras Ben intenta regresar a casa es atrapado por sus padres en su forma de Galván, pero Gwen, Max y Tetrax lo encuentran, Sandra sufre un desmayo al ver que Materia gris se convierte en Diamante, el abuelo Max usa un rayo para dormir a Carl, Tetrax desactiva la modificación que había hecho al Omnitrix al inicio, Retaliator llega y descubre a Diamante convertirse en Ben, quien tenía el Omnitrix, donde exige respuestas, en eso el Omnitrix sufre otra descarga donde Tetrax, Gwen, Ben y Retaliator entran al Omnitrix, donde Gwen y Tetrax están en una Bellwood falsa donde aparecen unos Vulpimancer que los persiguen por el lugar.
Al rato aparecen todos en Petropia, aunque en realidad se localizan en una generación del Omnitrix. En este momento, cuando Gwen atrapa a Retaliator, que se revela que este es el padre de Azmuth, y solo busca vengar su muerte. Entonces, del suelo, aparece el To'Kustar enfadado y Gwen hace una deducción, preguntándole primero a Ben como venció al To'Kustar, y al poco tiempo, descubre que en realidad el Omnitrix "descargaba" las cosas en su interior, Gwen usa otro hechizo para salir del Omnitrix, donde éste estaba adentro del Camper porque el abuelo Max trataba de sacarlos a todos, pero escapa antes de que el Camper se destruya por la reversa de las descargas.
Cuando regresan a Bellwood, los padres de Ben despiertan por el escándalo del To'Kustar huyendo de Retaliator, el Omnitrix falla de nuevo y convierte a la madre en Fuego y al padre en Bestia, aquí Gwen deduce que el Omnitrix había convertido a Azmuth en el To'Kustar. Ben y Gwen van por Retaliator para evitar una tragedia, el abuelo Max y Tetrax contienen a los padres de Ben mutados, Ben se transforma en Muy Grande para luchar, en la ciudad de Bellwood el To'Kustar lucha con Retaliator, Muy Grande interviene, pero se destruye una parte de la ciudad, Ben regresa a la normalidad y junto a Gwen calman e intentan ayudar al To'Kustar, Gwen usa su magia para ayudar a la mente del To'Kustar, éste empieza a recordar y toma a Retaliator, usándolo como herramienta para reparar el Omnitrix regresándolo a la normalidad revelando ser Azmuth ante Retaliator, él cual se disculpa por utilizar la armadura Mecamórfica-Galvánica y dejarse llevar por la ira, sin tiempo que perder regresan a la casa de los padres de Ben usando en conjunto la armadura, el Omnitrix y la magia de Gwen en un rayo energético para regresar a la normalidad a Sandra y Carl.
Al terminar, los padres de Ben no recuerdan haber castigado a éste, y lo envían con el abuelo al fin de semana de pesca con Gwen. Después, Retaliator y Azmuth deciden ir a su hogar, pero no sin antes reparar el Camper. Como epílogo, Ben habla en la escuela usando la experiencia de su aventura como enseñanza de la búsqueda de conquistar el espacio para conocer otros mundos, pero si estuviesen dispuestos a renunciar a la familia y amigos para lograrlo, luego la escena se encuentra en el desierto frente al Dr. Animo y su Rana Mutante, para finalizar la película Ben presiona el Omnitrix transformándose en Ultra-T para luchar junto con Gwen y el abuelo Max para vencer al villano.

## Personajes
- Ben
- Gwen
- Max
- Cash Murray
- JT
- Azmuth
- Tetrax
- Retaliator (Debut) (Padre de Azmuth).
- Muy Grande Negativo (Azmuth).
- Sandra Tennyson
- Carl Tennyson
- Director White (Cameo).
- Dr. Animo (Cameo).
- Rana Mutante (Cameo).
- Lepidopterranos
- Vulpimancers

## Aliens utilizados
Por Ben:
- Cuatrobrazos
- Muy Grande
- Ultra-T (2 veces)
- Fuego (2 veces)
- Insectoide (2 veces)
- Materia Gris
- Diamante (2 veces)

Por Azmuth:
- Muy Grande Negativo

Por Sandra:
- Fuego

Por Carl Tennyson:
- Bestia

En el sueño de Ben:
- Fuego
- Bestia
- Ultra T
- Diamante
- Cuatrobrazos
- Insectoide
- Muy Grande

## Curiosidades
- Se revela que la aleta de los To'Kustar es su punto débil.
- Ben hace referencia al episodio El juego terminó al decir: ¿Cómo cuando quedamos atrapados en ése juego de sumo?.
- La batalla de Muy Grande contra Azmuth (To'Kustar) recuerda mucho al videojuego Ben 10: Supremacía Alienígena: Destrucción cósmica.
- Aparece Stonehenge y Río De Janeiro, Brasil cuando Ben pelea contra Retaliator.
- Se descubre que las pirámides egipcias son obras de tetramand y Stonehenge es obra de Galvans.
- Retaliator es el padre de Azmuth.
- El doblaje de esta película presenta una extrañas incontinuidades con respecto a la línea del doblaje de las producciones de Ben 10:
  - Después de que Luis Alfonso Padilla (Q. E. P. D.) dejase el doblaje de la serie, sus personajes de Diamante y Tetrax fueron reemplazados por Óscar Flores y Mario Castañeda respectivamente. Sin embargo, para el doblaje de esta película, Óscar Flores interpreta a ambos personajes. Así mismo, esto quizás se deba a que, al no haber una dirección de doblaje supervisora, el estudio pudo haber confundido a Tetrax con el mismo personaje que Diamante (debido a tener el mismo parecido físico), por lo cual se llamó automáticamente a Óscar para interpretar a ambos. Esto se puede llegar a deducir ya que a Tetrax durante todo el doblaje de la película se le llama erróneamente con el nombre de "Diamante", a pesar de que en la versión original si le menciona como "Tetrax".
  - Fuego en la serie Supremacía Alienígena fue interpretado por el actor Antonio Gálvez, en reemplazo de Roberto Mendiola, sin embargo, para esta película, el encargado de ponerle voz en español fue Dafnis Fernández, a pesar de que Antonio le siguiese dando voz en la serie ya mencionada.
  - En el especial Ben 10-Generator Rex: Heroes United (doblado aproximadamente un mes antes del doblaje de este largometraje), al personaje de "Upgrade" se le vuelve a llamar "Ultra T", a pesar de su larga ausencia desde la serie original de Ben 10. Sin embargo, aquí se le menciona con su nombre original en inglés.
  - A Muy Grande, únicamente en el último episodio de la segunda temporada de la serie Ben 10: Fuerza Alienígena fue mencionado como "Grandote" (al no darse cuenta de que la primera vez que se le dijo "Muy Grande" se hacía referencia al nombre del personaje y no una simple forma de describirlo), sin embargo, en la tercera temporada de aquella serie el error fue corregido y al personaje se le dijo "Muy Grande" desde aquel momento hasta toda la serie de Supremacía Alienígena. Sin embargo, en el doblaje de esta película extrañamente se le vuelve a llamar "Grandote".